# Доктор Хаус (7-й сезон)
Седьмой сезон американского телесериала «Доктор Хаус», премьера которого состоялась на канале Fox 20 сентября 2010 года, а заключительная серия вышла 23 мая 2011 года, состоит из 23-х эпизодов.

## В ролях

### Основной состав
- Хью Лори — доктор Грегори Хаус
- Лиза Эдельштейн — доктор Лиза Кадди
- Омар Эппс — доктор Эрик Форман
- Роберт Шон Леонард — доктор Джеймс Уилсон
- Джесси Спенсер — доктор Роберт Чейз
- Питер Джейкобсон — доктор Крис Тауб
- Оливия Уайлд — доктор Реми «Тринадцатая» Хадли
- Эмбер Тэмблин — доктор Марта М. Мастерс

### Второстепенный состав
- Дженнифер Кристал-Фоли — Рэйчел Тауб
- Кэндис Берген — Арлин Кадди
- Трейси Вилар — сестра Реджина
- Найджел Гиббс — Сэнфорд Уэллс
- Паула Маршалл — Джулия Кадди
- Ноэль Беллингаузен — Эмили
- Брайан Хаски — доктор Риггин
- Каролина Выдра — Доминика Петрова
- Морис Годин — доктор Лоуренс Гурани
- Зена Грей — медсестра Руби
- Рон Перкинс — доктор Рон Симпсон

### Приглашённые актёры
| Имя                   | Номер эпизода |
| --------------------- | ------------- |
| Элисон Стоунер        | 2             |
| Синтия Уотрос         | 3,7,8         |
| Эми Ирвинг            | 3             |
| Винесса Шоу           | 4             |
| Захари Найтон         | 4             |
| Дженнифер Грей        | 5             |
| Джек Коулман          | 6             |
| Саманта Смит          | 7             |
| Дилан Бейкер          | 7             |
| Кайла Юэлл            | 8             |
| Мэттью Лиллард        | 9             |
| Тайлер Джеймс Уильямс | 10            |
| Майкл Глэдис          | 11            |
| Тина Холмс            | 12            |
| Эрика Александер      | 13            |
| Морис Годен           | 13            |
| Эшли Джонс            | 14            |
| Джастин Чон           | 18            |
| Донал Лог             | 20            |
| Линда Пак             | 21            |
| Кевин Филлипс         | 21            |
| Эми Ландекер          | 22            |
| Шохре Агдашлу         | 23            |

## Эпизоды
| № общий | № в сезоне | Название                                                | Режиссёр          | Автор сценария                                                   | Дата премьеры    | Зрители в США (млн) |
| --- | ---------- | ------------------------------------------------------- | ----------------- | ---------------------------------------------------------------- | ---------------- | ------------------- |
| 133 | 1          | «Что теперь?» «Now What?»                               | Грег Яйтанс       | Дорис Иган                                                       | 20 сентября 2010 | 10.54               |
| Хаус и Кадди проводят время наедине, наслаждаясь вспыхнувшим романом и забывая на день о работе. Уилсон подозревает, что Хаус вновь пристрастился к викодину после перенесённой трагедии с пациентом. Тем временем в госпитале заболевает единственный нейрохирург, что грозит закрытием двух отделений. Верная команда Хауса пытается не допустить этого, разыскав его и изучив историю его загадочного заболевания. Диагноз: Отравление жабьей икрой |            |                                                         |                   |                                                                  |                  |                     |
| 134 | 2          | «Эгоист» «Selfish»                                      | Дэн Аттиас        | Эли Атти                                                         | 27 сентября 2010 | 10.18               |
| Девочка-подросток внезапно теряет сознание во время катания на скейтборде. После постановки окончательного диагноза, её родителям приходится столкнуться с очень непростым решением. Отношения Хауса и Кадди становятся достоянием общественности, а сами влюблённые осознают, что их роман создаёт им некоторые сложности в работе. На приём к Хаусу приходит довольно интересная парочка.[уточнить] Диагноз: Девушка — серповидно-клеточная анемия; Дедушка — отравление цинком |            |                                                         |                   |                                                                  |                  |                     |
| 135 | 3          | «Неизданное» «Unwritten»                                | Грег Яйтанс       | Джон С. Келли                                                    | 4 октября 2010   | 10.78               |
| Элис Таннер — автор популярной серии детективов для подростков галлюцинирует главным героем своих книг. После завершения очередного романа она предпринимает неудачную попытку самоубийства и попадает в Принстон-Плейнсборо. Лечение осложняет тот факт, что пациентка что-то скрывает и неохотно идёт на контакт с медперсоналом. Таннер винит себя за то, что по её вине в автоаварии погиб её сын - она пустила его за руль. Параллельно с этим Хаус пытается найти общие интересы с Кадди. Диагноз: Сирингомиелия вследствие травмы |            |                                                         |                   |                                                                  |                  |                     |
| 136 | 4          | «Массажная терапия» «Massage Therapy»                   | Дэвид Стрэйтон    | Питер Блейк                                                      | 11 октября 2010  | 9.69                |
| Пациентка Маргарет Макферсон обращается в Принстон-Плейсборо с жалобой на болезненную неконтролируемую рвоту. Хаус и команда в процессе исследования болезни выясняют, что пациентка украла чужую личность. Никаких улучшений у пациентки не наблюдается, и команда обнаруживет, что у больной шизофрения. В отдел приходит новая сотрудница по рекомендации Чейза, а Хаус и остальные сотрудники устраивают ей весьма прохладный приём. Сеанс массажа, устроенный Хаусу одной из его «бывших подружек», слегка нагнетает их отношения с Кадди. Диагноз: Последствия употребления рисперидона, шизофрения |            |                                                         |                   |                                                                  |                  |                     |
| 137 | 5          | «Незапланированное родительство» «Unplanned Parenthood» | Грег Яйтанс       | Дэвид Фостер                                                     | 18 октября 2010  | 9.65                |
| У новорождённого наблюдаются проблемы с дыханием и отказ печени. Чтобы решить эту проблему, Хаус и его команда исследуют историю болезни матери в поисках возможных подсказок. Команда Хауса раскрывает загадку[какую?], и теперь матери, Эбби, предстоит нелёгкий выбор, который может отразиться и на здоровье ребёнка, и на её собственном. В то же время, согласно указаниям Кадди, Хаус заставляет Формана и Тауба нанять новую женщину-врача для команды. Также Кадди просит Хауса посидеть со своей дочерью, Хаус, в свою очередь привлекает Уилсона, в результате чего друзья учатся кое-чему важному о родительском долге.[чему?] Диагноз: Мать: лёгочная эмболия вследствие рака легких и меланомы (умирает). Ребёнок: наследственная меланома                                                            |            |                                                         |                   |                                                                  |                  |                     |
| 138 | 6          | «Офисная политика» «Office Politics»                    | Сэнфорд Букставер | Сет Хоффман                                                      | 8 ноября 2010    | 9.63                |
| В самый разгар тяжёлой предвыборной борьбы управляющий предвыборной кампанией сенатора Нью-Джерси попадает в больницу с отказом печени и временным параличом. Кадди вынуждает Хауса нанять женщину-врача — третьекурсницу медицинского университета Марту Мастерс (её сыграла Эмбер Тэмблин), на время отсутствия Тринадцатой. Хаус и его команда очень недоверчиво относятся к новенькой в связи с недостатком у неё медицинского опыта, но им приходится дать шанс ей проявить себя. После завершения кампании сенатор делает несколько неожиданных заявлений, и команда Хауса обращает внимание на кандидата, чтобы найти причины болезни своего пациента. Хаусу в то же время придется принять критическое решение,[какое?] которое может поставить под угрозу его отношения с Кадди. Диагноз: Гепатит C        |            |                                                         |                   |                                                                  |                  |                     |
| 139 | 7          | «Оспа в нашем доме» «A Pox on Our House»                | Такер Гейтс       | Лоуренс Каплоу                                                   | 15 ноября 2010   | 10.77               |
| После того, как 200-летняя медицинская колба, найденная в затонувшем корабле, разбивается в руках девушки-подростка, её госпитализируют в Принстон-Плейнсборо с симптомами, которые указывают на оспу. Доктор Дейв Брода из Центра контроля за заболеваниями объявляет карантин и отстраняет команду Хауса от постановки диагноза. У Мастерс возникают подозрения относительно его мотивов, она уверена, что у пациентки другое заболевание. Вскоре отчим девушки умирает с симптомами оспы, и Хаус вынужден принять опасное решение, которое ставит под угрозу его собственную жизнь. В это время Уилсон и Сэм успокаивают проходящую курс химиотерапии 6-летнюю девочку, которая заставляет их пересмотреть собственные отношения.[уточнить] Диагноз: Осповидный риккетсиоз (один из пациентов умирает)           |            |                                                         |                   |                                                                  |                  |                     |
| 140 | 8          | «Маленькие жертвы» «Small Sacrifices»                   | Грег Яйтанс       | Дэвид Хоселтон                                                   | 22 ноября 2010   | 9.24                |
| В Принстон-Плейнсборо попадает мужчина, который начал задыхаться во время распятия на кресте. Как выяснилось, его дочь была больна раком, жить ей оставалось не больше четырёх недель, но отец «заключил сделку с Богом». Рак у дочки исчез, но за каждый год её жизни отец претерпевал мучения Христа. Некоторое время после постановки правильного диагноза он отказывался от лечения стволовыми клетками, так как это «нарушает его договор с Богом». С помощью хитрой уловки Хаус убедил пациента начать лечение. Уилсона бросает Сэм, Хаус примиряется с Кадди, а Тауб ссорится с женой из-за нового друга, с которым она познакомилась в группе поддержки для людей с неверными супругами. Диагноз: Рассеянный склероз Марбуга                                                                                |            |                                                         |                   |                                                                  |                  |                     |
| 141 | 9          | «Больше, чем жизнь» «Larger than life»                  | Мигель Сапочник   | Сара Хесс                                                        | 17 января 2011   | 10.52               |
| Мужчина прыгает на линии метро, чтобы спасти жизнь незнакомки, упавшей на рельсы, и с удивлением обнаруживает, что остался невредим, но внезапно ему становится плохо. И в больнице, и в городе все потрясены его самоотверженностью, в процессе постановки диагноза команда обнаруживает, что на первый взгляд героический поступок их пациента не способен искупить всех его деяний, совершённых в прошлом. Тем временем, Хаус пытается избежать обеда в честь дня рождения Кадди, на котором будет её мать Арлин, а на Тауба стали обращать больше внимания, когда его лицо оказывается на рекламных щитах больницы. У Тауба снова налаживаются отношения с его женой, а Мастерс помогает ему понять, что настало время сделать решительный шаг относительно его давно уже неидеального брака. Диагноз: Ветрянка |            |                                                         |                   |                                                                  |                  |                     |
| 142 | 10         | «Кнут или пряник» «Carrot or Stick»                     | Дэвид Стрэйтон    | Лиз Фридман                                                      | 24 января 2011   | 10.45               |
| Сержант-инструктор по строевой подготовке в лагере для трудных детей падает с сильной болью в пояснице, и Хаус с командой должны найти связь, когда один из его новобранцев заболевает с теми же самыми симптомами. Тем временем, Чейз должен разыскать, кто шутит над ним через сайт социальной сети, а Хаус пытается помочь Рэйчел попасть в престижное дошкольное учреждение. Диагноз: Порфирия |            |                                                         |                   |                                                                  |                  |                     |
| 143 | 11         | «Семейный врач» «Family Practice»                       | Мигель Сапочник   | Питер Блейк                                                      | 7 февраля 2011   | 12.33               |
| У матери Кадди проблемы с сердцем и команде Хауса предстоит понять, чем они вызваны, дело осложняют непростые взаимоотношения Кадди с пациенткой и скептическое отношение Хауса к симптомам. Тем временем Тауб пытается поправить своё материальное положение, устроившись на работу по совместительству, а Мастерс ставит под удар свою карьеру. Диагноз: Отравление кобальтом |            |                                                         |                   |                                                                  |                  |                     |
| 144 | 12         | «Ты должен это помнить» «You Must Remember This»        | Дэвид Платт       | Кэт Лингенфельтер                                                | 14 февраля 2011  | 9.86                |
| Официантка с идеальной памятью получает временный паралич, старшая сестра посещает её в больнице, но тогда у неё начинается стресс, и появляются осложнения. Тем временем, Форман вынужден помогать Таубу подготовиться к экзамену на профпригодность, а Хаус, решая помочь Уилсону вернуться к знакомствам, обнаруживает его новую спутницу. Диагноз: ОКР из-за синдрома Маклеода |            |                                                         |                   |                                                                  |                  |                     |
| 145 | 13         | «Две истории» «Two Stories»                             | Грег Яйтанс       | Томас Л. Моран                                                   | 21 февраля 2011  | 10.41               |
| Хаус принимает участие в школьном «Дне карьеры» и нарушает несколько правил, подробно высказываясь об откровенных медицинских историях. У кабинета директора он встречает двух учеников пятого класса, которые помогают ему понять всю трагичность их отношений с Кадди и как его эгоистические выходки мешают ей в её делах. Диагноз: Инородное тело в дыхательных путях |            |                                                         |                   |                                                                  |                  |                     |
| 146 | 14         | «Несмотря ни на что» «Recession Proof»                  | Эс Джей Кларксон  | Джон С. Келли                                                    | 28 февраля 2011  | 11.01               |
| Рабочий поступает после потери сознания, с обширной сыпью, вызванной воздействием едкого химического вещества на работе. Занимаясь лечением команда обнаруживает, что он врёт своей жене о том, что по-прежнему делает карьеру, в когда-то прибыльной, сфере недвижимости. Между тем, Кадди получила награду и нуждается в поддержке Хауса на благотворительной акции. Но его присутствие под вопросом, особенно когда на карте жизнь пациента. Это ставит его перед выбором: профессия или личное счастье. Кроме того, Чейз и Мастерс учатся друг у друга налаживанию конструктивных отношений: личных и профессиональных. Диагноз: Синдром Макла — Уэльса (пациент умирает) |            |                                                         |                   |                                                                  |                  |                     |
| 147 | 15         | «Гром среди ясного неба» «Bombshells»                   | Грег Яйтанс       | Лиз Фридман и Сара Хесс                                          | 7 марта 2011     | 11.08               |
| Проснувшись утром после детской выходки Хауса, Кадди обнаруживает у себя кровь в моче, а к Хаусу попадает подросток с кровохарканьем. Почти полностью игнорируя Кадди, Хаус занимается своим пациентом, считая, что с ней всё в порядке. После общения с подростком, Тауб узнает некоторые подробности жизни парня, и перед ним встаёт выбор — написать ли на пациента донос в полицию, или нет. Так же выбор встаёт и у Хауса — викодин или отношения с Кадди. Диагноз: Кадди — онкоцитома; подросток — стафилококк из-за попадания в организм осколков пластиковой трубы, образовавшихся в результате взрыва. |            |                                                         |                   |                                                                  |                  |                     |
| 148 | 16         | «Полный отрыв» «Out of the Chute»                       | Санфорд Букставер | Лоуренс Каплоу и Томас Л. Моран                                  | 14 марта 2011    | 10.41               |
| Вновь одинокий и по-прежнему принимающий викодин, Хаус находит себе утешение в пятизвёздочной гостинице, но начинает волноваться, что даже интересные медицинские случаи не могут пробудить в нём интерес к жизни. Между тем он и его команда пытаются вылечить наездника, участвующего в родео на быке — из-за неожиданного припадка Лейн не смог уйти от столкновения с разъярённым быком. Диагностику затрудняют многочисленные металлические имплантаты, команда вынуждена изобретать новые диагностические приёмы, в то время как Мастерс сильно привязывается к новому пациенту. Диагноз: Бартонеллёз, вызвавший микозную аневризму в стенке аорты |            |                                                         |                   |                                                                  |                  |                     |
| 149 | 17         | «Грехопадение» «Fall From Grace»                        | Такер Гейтс       | Джон С. Келли                                                    | 21 марта 2011    | 9.49                |
| Молодой бездомный человек, в прошлом — наркоман, найден в парке с признаками нарушения обоняния и ужасными шрамами и ожогами на груди. Личность пациента установить не смогли, и, так как его состояние продолжало ухудшаться, команда пытается найти историю болезни пациента и записи о его семье, чтобы понять причину болезни. В то же время, в доверительной беседе Кадди с Уилсоном обнаруживают, что отношения Хауса и Кадди после разрыва входят в прежнее русло. Диагноз: Болезнь Рефсума |            |                                                         |                   |                                                                  |                  |                     |
| 150 | 18         | «Раскопки» «The Dig»                                    | Мэтт Шекман       | Сара Хесс и Дэвид Хоселтон                                       | 11 апреля 2011   | 8.93                |
| Тринадцатая пробыла в тюрьме прошлые шесть месяцев, но настоящая загадка для Хауса — причина, по которой она попала туда. Хаус хочет получить больше информации, с намерением решения загадки её таинственного заключения, они ездят на необычные соревнования по стрельбе и объединяют усилия, чтобы конкурировать с намного более опытным соперником, а на протяжении поездки узнают правду друг о друге. В больнице команда лечит учёного преподавателя, страдающего от дыхательной болезни, во время обыска дома пациента они узнают, что он — собиратель. А во время второго визита они находят в куче вещей нечто, что шокирует их. Диагноз: Брайе — Ку-лихорадка, Нина — Ку-лихорадка, Синдром Элерса — Данлоса                                                                                              |            |                                                         |                   |                                                                  |                  |                     |
| 151 | 19         | «Последнее искушение» «Last Temptation»                 | Тим Соутэм        | Дэвид Фостер и Лиз Фридман                                       | 18 апреля 2011   | 8.80                |
| У Мастерс последний день в качестве студента медика. Ей необходимо решить: остаётся ли она в интернатуре у Хауса или идёт в хирургическое отделение. Пациентка — Кендал Пирсон предпринимает попытку стать самой молодой, совершившей кругосветное плавание. Во время тренировочного заплыва ей становится плохо. Хаус и Уилсон затевают необычный спор, а Мастерс, тем временем придется принять ещё одно тяжёлое решение. Диагноз: Саркома плечевой кости |            |                                                         |                   |                                                                  |                  |                     |
| 152 | 20         | «Перемены» «Changes»                                    | Дэвид Стрэйтон    | Сюжет : Эли Атти и Сет Хоффман Телесценарий : Эли Атти           | 2 мая 2011       | 8.57                |
| У победителя лотереи Гарри Сайруса случается частичный паралич во время поиска его давно утраченной любви. Мать Кадди угрожает подать в суд на больницу за халатность, что в свою очередь подвергает опасности медицинские лицензии как Кадди так и Хауса. Чейз и Форман заключают пари, которое испытывает каждого из них по-разному. Диагноз: Тератома |            |                                                         |                   |                                                                  |                  |                     |
| 153 | 21         | «Исправление» «The Fix»                                 | Грег Яйтанс       | Сюжет : Томас Л. Моран Телесценарий : Томас Л. Моран и Дэвид Шор | 9 мая 2011       | 7.94                |
| Хаус начинает принимать экспериментальное лекарство, регенерирующее мышцы, и заключает пари с Уилсоном — он считает, что у боксёра, проигравшего свой последний бой, есть какая-то скрытая болезнь, из-за которой он и проиграл 5 последних боёв. Тем временем команда расследует дело девушки, работающей на военном полигоне. Диагноз: Венди — Отравление кантаридином, Терри — Гломусная опухоль |            |                                                         |                   |                                                                  |                  |                     |
| 154 | 22         | «После работы» «After Hours»                            | Мигель Сапочник   | Сет Хоффман, Рассел Френд и Гарретт Лернер                       | 16 мая 2011      | 8.92                |
| Подруга Тринадцатой, Дарриан, с которой она делила камеру, внезапно приходит к ней домой, нуждаясь в срочной медицинской помощи. Когда Тринадцатая узнаёт, что её подруга в бегах, обещает не отвозить её в больницу, где полицейские могли бы найти её, и вместо этого, в отчаянии обращается к Чейзу. Между тем, Хаус узнаёт, что экспериментальный препарат, который он принимает, вызывает опухоли, а Тауб старается справиться с неожиданными новостями. Диагноз: Амёбиаз |            |                                                         |                   |                                                                  |                  |                     |
| 155 | 23         | «Жизнь продолжается» «Moving On»                        | Грег Яйтанс       | Питер Блейк и Кэт Лингенфельтер                                  | 23 мая 2011      | 9.11                |
| Хаус и команда занимаются случаем перфоманс-художницы, которая сознательно причиняет себе боль и превращает диагностику в очередной шедевр своего творчества. Команде предстоит решить, какие из её симптомов реальны, а какие нет, а Хаус тем временем решает изменить свою жизнь, испортив свидание Кадди (на полном ходу машины въехал в её дом, где она была с новым парнем). Кадди отстраняет Хауса от работы. Диагноз: Гранулёматоз Вегенера |            |                                                         |                   |                                                                  |                  |                     |